# دانشگاه آزاد اسلامی واحد اسلام‌شهر
دانشگاه آزاد اسلامی واحد اسلام‌شهر در شهر اسلامشهر واقع در جنوب غربی شهر تهران با ۱۲ کیلومتر فاصله از تهران قرار دارد. این دانشگاه از ۷ دانشکده تشکیل شده است که شامل: دانشکده فنی‌ومهندسی، دانشکده علوم پایه، مجتمع پروفسور حسابی، دانشکده تربیت‌بدنی، دانشکده مدیریت، دانشکده حسابداری و دانشکده علوم تربیتی و روان‌شناسی و دانشکده آموزش‌های عمومی و مهارتی می‌شود.

## تاریخچه
این واحد در خرداد سال ۱۳۷۶ به صورت شعبه‌ای از واحد تهران جنوب تأسیس شد و در آذرماه ۱۳۷۷ به عنوان یک واحد دانشگاهی با درجه بزرگ فعالیت خود را با راه‌اندازی رشته‌های مترجمی زبان انگلیس، کاردانی کامپیوتر، کارشناسی حقوق قضایی و با جذب ۴۰۱ نفر دانشجو آغاز نمود. دانشگاه اسلام‌شهر دارای کلیه مقاطع آموزشی در سیستم‌های آموزشی تمام‌وقت، پاره‌وقت و آموزش معلمان و شش گروه عمده تحصیلی شامل: علوم انسانی، حسابداری، علوم پایه، فنی و مهندسی، کشاورزی، تربیت‌بدنی و هنر فعالیت خود را آغاز نمود و هم‌اکنون با حدود بیش از ۳۰۰ نفر عضو هیئت علمی تمام وقت و حدود ۷۸۰ نفر استاد حق‌التدریس، حدود ۳۵۰ نفر کارمند و حدود ۲۴هزار نفر دانشجو در حال فعالیت است.

## دانشکده‌ها
- دانشکده فنی و مهندسی
- دانشکده علوم پایه
- مجتمع پروفسور حسابی
- دانشکده تربیت‌بدنی
- دانشکده مدیریت و حسابداری
- دانشکده علوم تربیتی و روان‌شناسی
- دانشکده آموزش‌های عمومی و مهارتی

## مجتمع فنی پروفسور حسابی
مجتمع فنی پروفسور حسابی در سال ۱۳۸۵ در مساحتی حدود ۷ هکتار با ۳۳ کارگاه و آزمایشگاه راه اندازی شد. این مجتمع با هدف ارتقاء سطح علمی و عملی دانشجویان در رشته‌های مختلف فنی‌ومهندسی، علوم پایه، هنر و کشاورزی فعالیت می‌کند. در حال حاضر در این مجتمع نزدیک به ۱۲۰ فضای آموزشی و کارگاهی وجود دارد که به دانشجویان محترم سرویس‌دهی می‌کند. همچنین این مجتمع امکان سرویس دهی‌کلیه ارگان‌ها و سازمان‌ها در زمینه‌های مختلف را داراست.

## پارک علم و فناوری پردیس اسلامشهر
در شهریورماه سال ۱۴۰۱، اولین مرکز پارک علم و فناوری دانشگاه آزاد اسلامی در واحد اسلام‌شهر افتتاح شد. این مرکز در مجتمعی به مساحت ۶۷ هزار متر مربع ایجاد شده است.